# 屠元沐
屠元沐（1525年—？），字日新，號沂春，浙江嘉興府嘉興縣人，民籍，明朝政治人物。

## 生平
浙江鄉試第六十七名舉人。嘉靖四十四年（1565年）中式乙丑科二甲第八名進士。兵部观政，本年六月授工部主事，隆慶二年（1568年）二月升员外，四月升郎中，养病。五年正月復除本部，万历三年（1575年）四月復除本部，五月差管儀真河道，八年正月復除漲秋河道，十一年七月升山东参政，十四年九月升广西按察使，十五年十月加右布政致仕。

## 家族
曾祖屠昊；祖父屠鵬，典史；父屠鐈，累封郎中；母趙氏，累封宜人。弟元淞、元湘、元浙。